# Steen Steensen Blicher
Steen Steensen Blicher (11. října 1782, Vium u Viborgu – 26. března 1848, Spentrup) byl dánský kněz, básník, prozaik a překladatel období romantismu. Proslul zejména povídkami a novelami, vypovídajícími o životě prostých lidí v Jutsku.

## Život
Narodil se jako syn pastora na faře Vium nedaleko Viborgu. Vyrostl v těsném kontaktu s přírodou a rolnickým životem v centrálním Jutsku. Nejprve jej učil jeho otec a pak studoval na latinské škole v Randersu. Po jejím dokončení začal roku 1799 studovat teologii na Kodaňské univerzitě. Roku 1801 musel studium ze zdravotních důvodů přerušit a dva roky pracoval jako domácí učitel v Holgershåbu na ostrově Farsten. Roku 1803 se vrátil ke studiu, které dokončil roku 1809. Stal se učitelem na škole v Randersu, ale již roku 1810 se kvůli malému platu místa vzdal a vrátil se ke svému otci. Rovněž se oženil a se svou manželkou Ernestinou měl sedm synů a tři dcery.

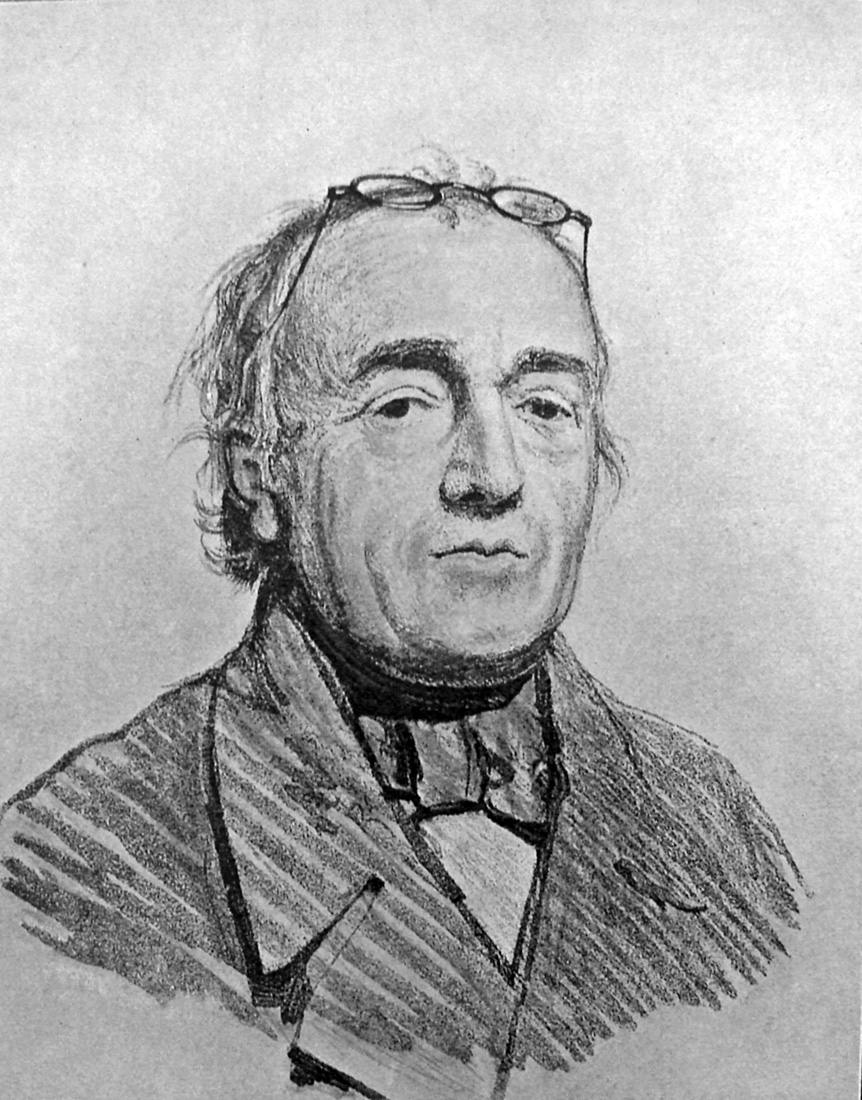
Steen Steensen Blicher

Následujících osm let prožil jako rolník. Jeho lovecké potulky z té doby pak měly velký význam pro jeho spisovatelskou činnost. Roku 1819 získal kněžský úřad v Thorningu a začal psát své povídky a novely. Roku 1826 se stal farářem ve Spentrupu a do roku 1829 zde vydával měsíčník Nordlyset (Polární záře), ve kterém publikoval své práce. Stal se velmi oblíbeným autorem. o čemž svědčí sedmisvazkové souborné vydání jeho próz a básní v letech 1832 až 1836.
Roku 1836 podnikl cestu do Švédska, začal se zajímat o sociální problematiku a články s touto tematikou publikoval v tisku. Cestoval po Jutsku a v letech 1839–1844 zorganizoval první dánské lidové festivaly na kopci Himmelbjerget. Po neshodách s ostatními členy organizačního výboru byl nucen výbor opustit a byl podroben veřejné kritice. Roku 1845 se nervové zhroutil a následně se stal závislým na alkoholu. Kvůli své literární práci zanedbával svůj kněžský úřad. Byl proto roku 1847 poslán do důchodu a následující rok zemřel.

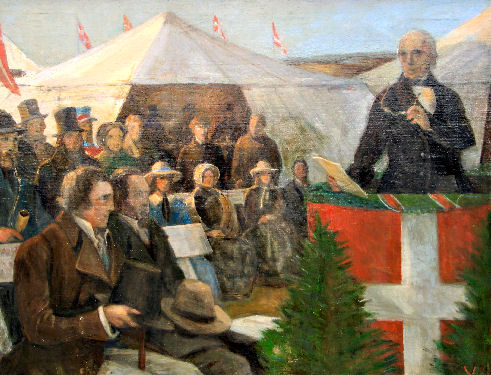
Blicher na dánském lidovém festivalu na kopci Himmelbjerget

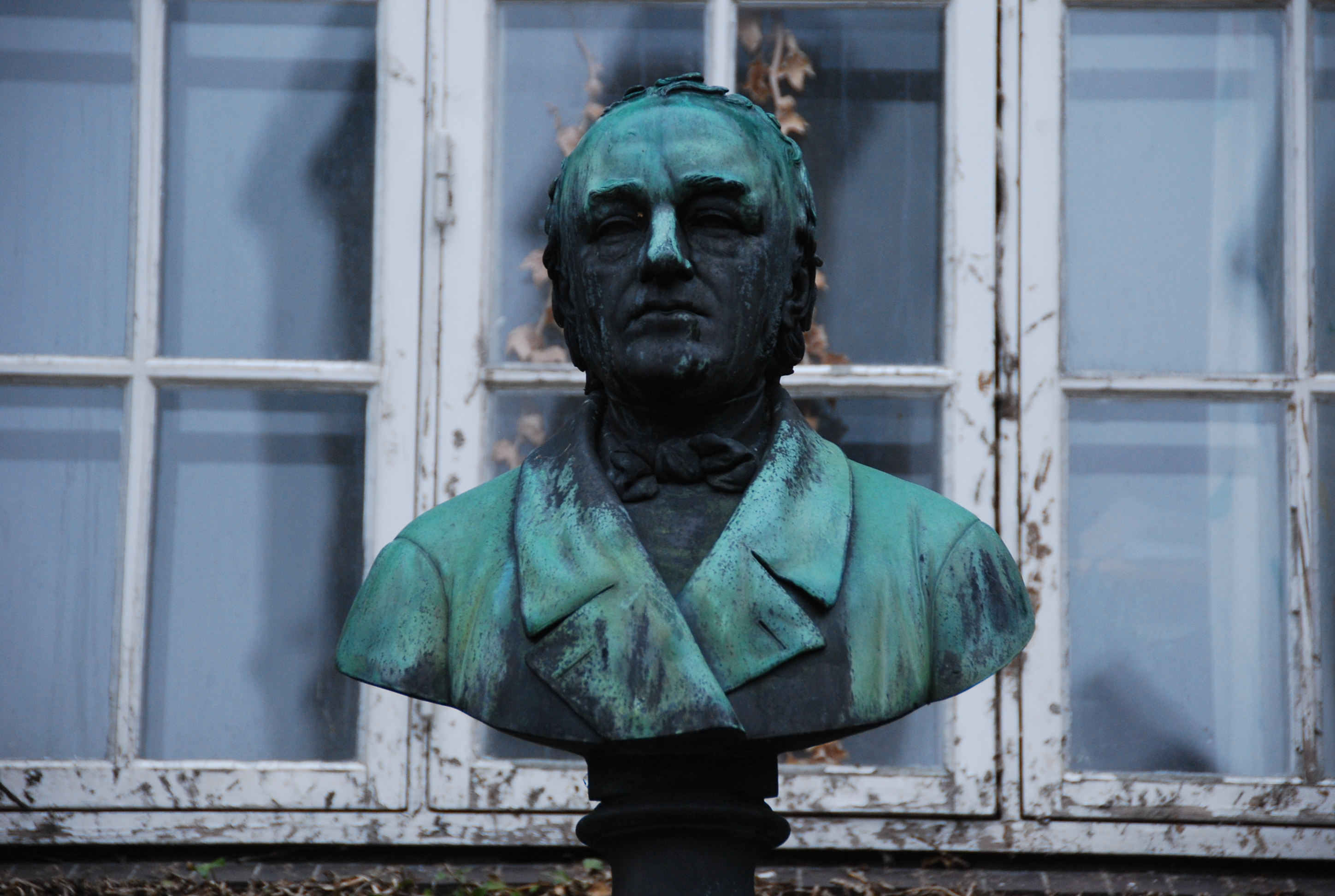
Blicherova busta ve Viborgu

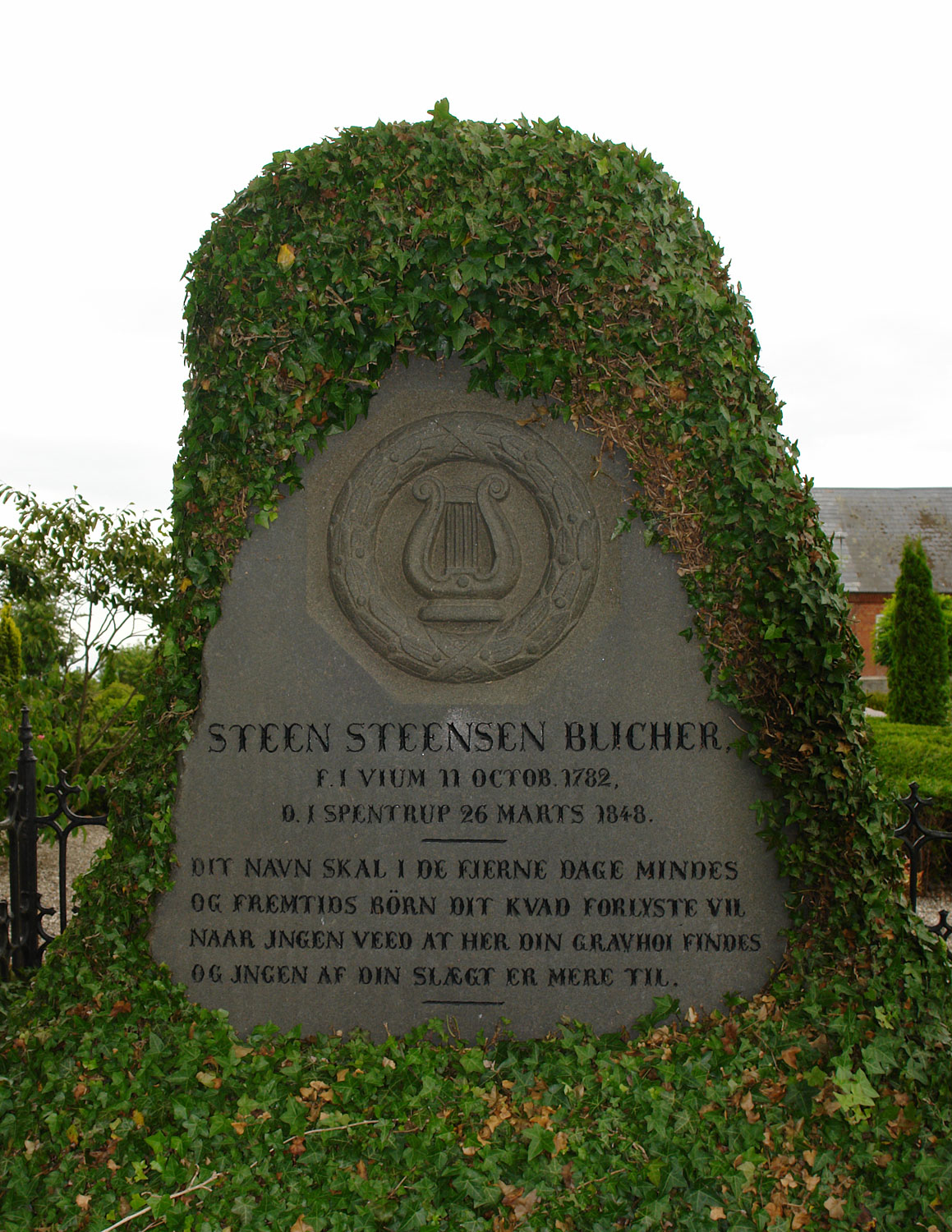
Blicherův hrob ve Spentrupu

Blicher je považován za jednoho z představitelů první vlny dánských romantiků a za tvůrce dánské povídky. K romantismu jej přivedl svými přednáškami z roku 1802 dánsko-německý filosof Henrik Steffens. Svou literární práci zahájil překladem Ossianových zpěvů do dánštiny (první díl překladu vyšel roku 1807, druhý roku 1809). Vlastní tvorbu zahájil dvěma svazky básní z roku 1814 a 1817, těžiště jeho tvorby je však v próze. Jeho povídky a novely z rodného Jutska se vyznačují elegickým nebo melancholickým tónem a zobrazují pomíjivost a marnost lidského jednání i tragičnost lidských osudů, kterou nelze ovlivnit. Vystupují v nich většinou prostí lidé (sedláci, rybáři, dívky z vřesovišť), vyprávění je zarámováno popisy jutské přírody a mnoha realistickými pasážemi. Někdy se v jeho dílech objevuje i humor a ironický pohled na oficiální literární vkus určovaný v Kodani kruhem kolem Johana Ludviga Heiberga. Cenná je rovněž jeho tvorba v jutském dialektu, která předjímá pozdější dánskou regionální literaturu.

## Výběrová bibliografie

### Poezie
- Digte (1814, Básně), sbírka básní ovlivněná Ossianvými zpěvy.
- Jyllandsrejse i seks Døgn (1817, Výlet po Jutsku v šesti dnech), druhá sbírka básní.
- Sneklokken (1826, Sněžný zvon), sbírka básní.
- Svithiod (1837), básně vytěžené z cesty po Švédsku.
- Trækfuglene (1838, Tažní ptáci), autorova vrcholná básnická sbírka v níž se přírodní lyrika (často alegorická) prolíná s úvahami o lidském životě.[2]

### Próza
- Brudstykker af en Landsbydegns Dagbog (1824, Zlomky z deníku venkovského kostelníka), nejvíce ceněná autorova povídka, inspirovaná skutečným příběhem dánské šlechtičny Marie Grubbové, který zpracovali i jiní spisovatelé (například Hans Christian Andersen, Jens Peter Jacobsen). V povídce se jmenuje slečna Sofie a její příběh vypráví formou deníku selský chlapec Morten Vinge, který nakonec zjistí, že žena, kterou celý život nešťastně miloval, skončila jako alkoholička. V osobě Mortena použil autor princip tzv. nespolehlivého vypravěče, který nezná všechny souvislosti příběhu a je v něm citově zaujatý.[2]
- Røverstuen (1827, Lupičské doupě), romantický příběh lásky a intrik, česky také jako Loupežnický pelech.
- Stakkels Louis! (1827, Chudák Louis!), příběh francouzského emigranta, líčený prostřednictvím dopisů.
- Ak! hvor forandret (1828, Ach! Ta změna!), smutný příběh o tom, jak čas mění lidské osobnosti.
- Sildig Opvaagnen (1828, Pozdní probuzení), tragický příběh cizoložství a sebevraždy.
- Præsten i Vejlby (1829, Farář z Vejlby), novela, založená na skutečném případu vraždy z roku 1626 v obci Vejlby, popisuje tragický příběh justičního omylu, zaviněného tím, že vypravěč činí fatální nesprávné závěry (autor zde opět využívá princip nespolehlivého vypravěče).
- Hosekræmmeren (1829, Punčochář), ponurá novela o mentálním zhroucení dívky kvůli nešťastné lásce.
- Leonora (1835), inkviziční příběh.
- Maria (1836, Marie), příběh nešťastné lásky.
- Vestlig profil af den cimbriske halvø (1839, Západní profil Kimberského poloostrova), cestopis z cest po Jutsku.
- Sommerrejse i Sverig (1840, Letní cestování po Švédsku), cestopis.
- De tre Helligaftener (1841, Tři svaté večery), osudový milostný příběh s kriminální zápletkou.
- E Bindstouw (1842, Přástky), rámcová novela s básněmi napsaná v jutském dialektu obsahující směsici příběhů po vzoru Dekameronu (příběhy si vypráví skupina vesničanů o tzv. přástkách, při kterých se za zimního večera sešli v jedné chalupě za účelem společného pletení).

## Filmové adaptace
- Præsten i Vejlby (1922, Farář z Vejlby), dánský němý film, režie August Blom.
- Præsten i Vejlby (1931, Farář z Vejlby), dánský film, režie George Schnéevoigt.
- Præsten i Vejlby (1960, Farář z Vejlby), dánský televizní film, režie Palle Kjærulff-Schmidt.
- Hosekræmmeren (1963, Punčochář), dánský film, režie Johannes Våbensted.
- Hosekræmmeren (1971, Punčochář), dánský film, režie Knud Leif Thomsen.
- Præsten i Vejlby (1972, Farář z Vejlby), dánský film, režie Claus Ørsted.
- Bejleren (1975, Žebrák), dánský film podle novely Tři svaté večery, režie Knud Leif Thomsen.
- Elise (1985), dánský film podle povídky Pozdní probuzení, režie Claus Ploug.
- Cecilia (1991), dánský televizní film podle povídky Punčochář,[5] režie Hans Christian Nørregaard[zdroj⁠?!].

## Česká vydání
- Loupežnický pelech, časopisecky, Praha: Zábavné listy 1888, přeložil Karel Petr Kheil.
- Marie, časopisecky, Praha: Zábavné listy 1888, přeložil Karel Petr Kheil.
- Pozdní probuzení, Praha: Odeon 1990, přeložili Helena Fialová a František Fröhlich, svazek obsahuje povídky a novely Zlomky z deníku venkovského kostelníka, Lupičské doupě, Pozdní probuzení, Ach! Ta změna!, Punčochář a Farář z Vejlby.